# Иванищево (Вологодская область)
Иванищево — деревня в Междуреченском районе Вологодской области. Входит в состав Шейбухтовского сельского поселения, с точки зрения административно-территориального деления — в Шейбухтовский сельсовет.
По данным переписи 2002 года, постоянного населения не было.
Расстояние по автодороге до районного центра Шуйского — 28 км, до центра муниципального образования Шейбухты — 7 км. Ближайшие населённые пункты — Сахарово, Становое, Макарово.

## История
В селе располагалась каменная церковь 1820 года постройки в честь Леонтия Ростовского. Церковь не сохранилась.
В деревне Иванищево (ранее Кочково) располагалась сельхозартель, переименованная затем в колхоз, а потом в совхоз «Будённовец». В совхозе работала известная свинарка, Герой Социалистического труда А. Е. Люскова, ставшая прообразом свинарки в фильме «Свинарка и пастух».
С 24 декабря 1924 года по 23 января 1969 года село Иванищево было центром Иванищевского сельсовета.
В деревне родился и был похоронен профессор физиологии Николай Введенский.